# 아드리안 라모스
구스타보 아드리안 라모스 바스케스(스페인어: Gustavo Adrián Ramos Vásquez, 1986년 1월 22일 산탄데르데킬리차오 ~ )는 흔히 아드리안 라모스(Adrián Ramos)로 알려져 있는 콜롬비아의 축구 선수이다. 현재는 카테고리아 프리메라 A의 아메리카 데 칼리와 콜롬비아 축구 국가대표팀에서 스트라이커로 활약하고 있다.

## 클럽 경력
클룹 산타페에 임대를 가서 실망스러운 모습을 보인 라모스는 아메리카 데 칼리로 복귀하였고, 이는 아메리카 데 칼리가 무스탕 컵의 결승에 도달하는데 중요한 포인트가 되었다. 이 시기에, 그는 국가대표팀에 합류하기를 원하였고, 2009년 여름, 라모스는 현재 1 분데스리가에 속한 헤르타 BSC 베를린으로 이적하였다. 2014년 여름, 도르트문트와의 계약이 성사되어 로베르트 레반도프스키의 뒷자리를 메워줄 선수로 치로 임모빌레와 함께 기대를 모았다. 그의 도르트문트 이적 후 첫 경기는 FC 바이에른 뮌헨과의 2014 독일 슈퍼컵 경기에서 후반 교체로 나온 경기였다. 3일 뒤 치러진 슈투트가르트 키커스와의 DFB 포칼 1라운드에서 이적 후 첫 골을 터뜨리며 팀의 4-1 대승을 이끌었다. 8월 29일, FC 아우크스부르크를 상대로 리그 첫 골을 터뜨리며 팀의 3-2 승리에 일조하였다. 그리고 9월 13일에는 SC 프라이부르크와의 경기에서 리그 2호골을 터뜨렸다. 10월 1일에는 RSC 안데를레흐트를 상대로 골을 넣어 도르트문트 이적 후 첫 유럽 대항전 골을 성공시켰다.
2017년 1월 25일, 그는 그라나다 CF로 6개월간 임대되었다. 또한 여름 이적 시장에서 중국 슈퍼리그 충칭 리판으로 이적 했다.

## 국가대표 경력
그는 2003년 U-17 월드컵에서 콜롬비아 대표로 참여하여 3골을 득점하였다. 이는 콜롬비아가 최종 4위에 올라서는데 도움을 주었다. 그는 2008년 8월 20일, 뉴저지에서 열린 에콰도르와의 친선경기에서 처음으로 차출되었다.